# جاك ريان
جاك ريان (بالإنجليزية: Jack Ryan)‏ (5 أبريل 1996 في المملكة المتحدة - ) هو لاعب كرة قدم بريطاني في مركز الهجوم. لعب مع بريستون نورث إيند وستوكبورت كونتي ونادي ساوثبورت ونادي ستاليبريدج سيلتيك ونادي موركامب.

## وصلات خارجية
- جاك ريان على موقع قاعدة بيانات كرة القدم.إي يو (الإنجليزية)
- جاك ريان على موقع Soccerbase.com (لاعب) (الإنجليزية)
- جاك ريان على موقع Soccerway.com (الإنجليزية)